# زیرکونیوم‌نیترات
زیرکونیوم نیترات با فرمول {\displaystyle {\ce {Zr(NO3)4}}} نمک نیتراته فلز زیرکونیوم از رده فلزات واسطه است. نام دیگرآن زیرکونیم‌تترانیترات یا نیترات زیرکونیومIV است.
شماره بین المللی کالاهای خطرناک برای این ماده 2728 با کلاس 5.1 است که به منزله ماده‌ای اکسید کننده می‌باشد.

## تشکیل
نمک بدون آب را می‌توان از واکنش زیرکونیوم تتراکلراید با دی‌نیتروژن‌پنتوکساید تهیه نمود.
{\displaystyle {\ce {ZrCl4 + 4N2O5 -> Zr(NO3)4 + 4ClNO2}}}
محصول را می‌توان با تصعید در محیط خلاء، خالص سازی کرد. اما در این روش ماده آلوده کننده‌ای بنام نیترونیوم‌پنتانیتراتوزیرکونات یعنی {\displaystyle {\ce {(NO2)Zr(NO3)5}}} بوجود می‌آید.
زیرکونیوم نیترات پنج آبه، {\displaystyle {\ce {Zr(NO3)4 .5H2O}}} می‌تواند از رسوب دی‌اکسید زیرکونیوم در اسید نیتریک و سپس خشک کردن کامل محلول بدست آید. اگرچه آسانتر آن است که زیرکونیل نیترات سه آبه {\displaystyle {\ce {ZrO(NO3)2 .3H2O}}} از محلول آن متبلور شود.
زیرکونیوم در برابر نیتریک اسید حتی در دماهای بالا مقاومت بالایی دارد. بنابراین با انحلال زیرکونیوم فلزی در اسید نیتریک نمی‌توان به نیترات زیرکونیوم دست یافت.

## ویژگی‌ها
زیرکونیوم نیترات پنج آبه به راحتی در آب و الکل حل می‌شود. در محلول آبی، اسیدی است و در حضور یک باز مثل آمونیوم هیدروکساید، رسوب زیرکونیوم هیدروکساید تشکیل می‌شود. ضریب شکست کریستال‌های پنج آبه برابر 1.6 است.

## مواد مرتبط
کمپلکس نیترات زیرکونیوم {\displaystyle {\ce {Zr(NO3)3(H2O)+3}}} با ساختار منشوری سه ضلعی ماده مرتبطی است که در آن نیترا‌ت‌ها با دو اتم اکسیژن به هم متصل می‌شوند. ماده دیگر کمپلکس پنتانیترات {\displaystyle {\ce {Zr(NO3)5-}}} است که تمام گروه‌های نیترات آن دوتایی بوده و شکل پاد منشور مربعی دوسر دارد.
کریستال {\displaystyle {\ce {NO2[Zr(NO3)3.3H2O]2(NO3)3}}} در دستگاه بلوری شش گوشه، گروه فضایی P۳c1 با ابعاد واحد سلولی a = 10.292 Å, b = 10.292 Å, c = 14.84 Å ، حجم 1632.2 Å3 با دو فرم سلولی و دانسیته 2.181
کریستال {\displaystyle {\ce {CsZr(NO3)5}}} در دستگاه بلوری تک شیب، گروه فضایی P21/n، با ابعاد واحد سلولی  a = 7.497 Å, b = 11.567 Å, c = 14.411 Å, β=96.01°, حجم 1242.8 Å3  باچهار فرم سلولی و دانسیته 2.855
کریستال {\displaystyle {\ce {(NH4)Zr(NO3)5.HNO3}}} در دستگاه بلوری راست لوزی، گروه فضایی Pna21 با ابعاد واحد سلولی a=14.852 Å, b = 7.222 Å, c = 13.177 Å حجم 1413.6 Å3 با چهار فرم سلولی و دانسیته 2.267
مخلوط نیترونیوم، نیتروزونیوم پنتانیتراتوزیرکونات کریستاله شده در دستگاه بلوری چهارگوشه نیز وجود دارد.

## کاربرد
بسیاری از تولید کنندگان نیترات زیرکونیوم را تولید می‌کنند. این ماده منبع زیرکونیوم برای تولید نمکهای دیگر به عنوان یک استاندارد تحلیلی، یا به عنوان نگه‌دارنده. از آنجا که نیترات زیرکونیوم و نیترونیوم می‌باشد. پنتانیتراتوزیرکونات فرارند و در دمای بالای 100 درجه سانتی‌گراد تجزیه میشوند، می‌توانند به عنوان پیش رسوب بخارسازهای شیمیایی بکار روند. در 95 درجه سانتیگراد، زیرکونیوم نیترات با فشار 0.2 میلیمتر جیوه تصعید می‌شود و می‌تواند در دمای 285 درجه سانتی‌گراد بصورت دی‌اکسید زیرکونیوم بر روی سیلیکون رسوب کند. مزیت آن در این است که منبع واحد است بدین معنا که نیازی نیست با مواد دیگری مثل اکسیژن ترکیب شود و در دمای نسبتاٌ پایین تجزیه می‌شود. به همین علت سطح را با مواد دیگری مانند هیدروژن یا فلوئور آلوده نمی‌کند.
زیرکونیوم بدون هافنیوم در ساخت راکتور هسته‌ای کاربرد دارد. یک راه تهیه آن این است که از مخلوط محلول آبی نیترات هافنیوم و نیترات زیرکونیوم که قابلیت جداسازی زیرکونیوم در تری‌بوتیل فسفات نامحلول در کروزن را دارد استخراج شود.
نیترات زیرکونیوم به عنوان کاتالیزور اسید لوئیس در شکل گیری جانشینی N پیرول‌ها کاربرد دارد.
در یک روش مرسوم، نیترات زیرکونیوم بدون آب می‌تواند برخی ترکیبات آروماتیک آلی را نیتراته کند. به عنوان نمونه کینولین به 3-نیتروکینولین و 7-نیتروکینولین و همچنین پیریدین به 3-نیتروپیریدین و 4-نیتروپیریدین نیتراته می‌شوند.